# Ганькевич, Александр Дмитриевич

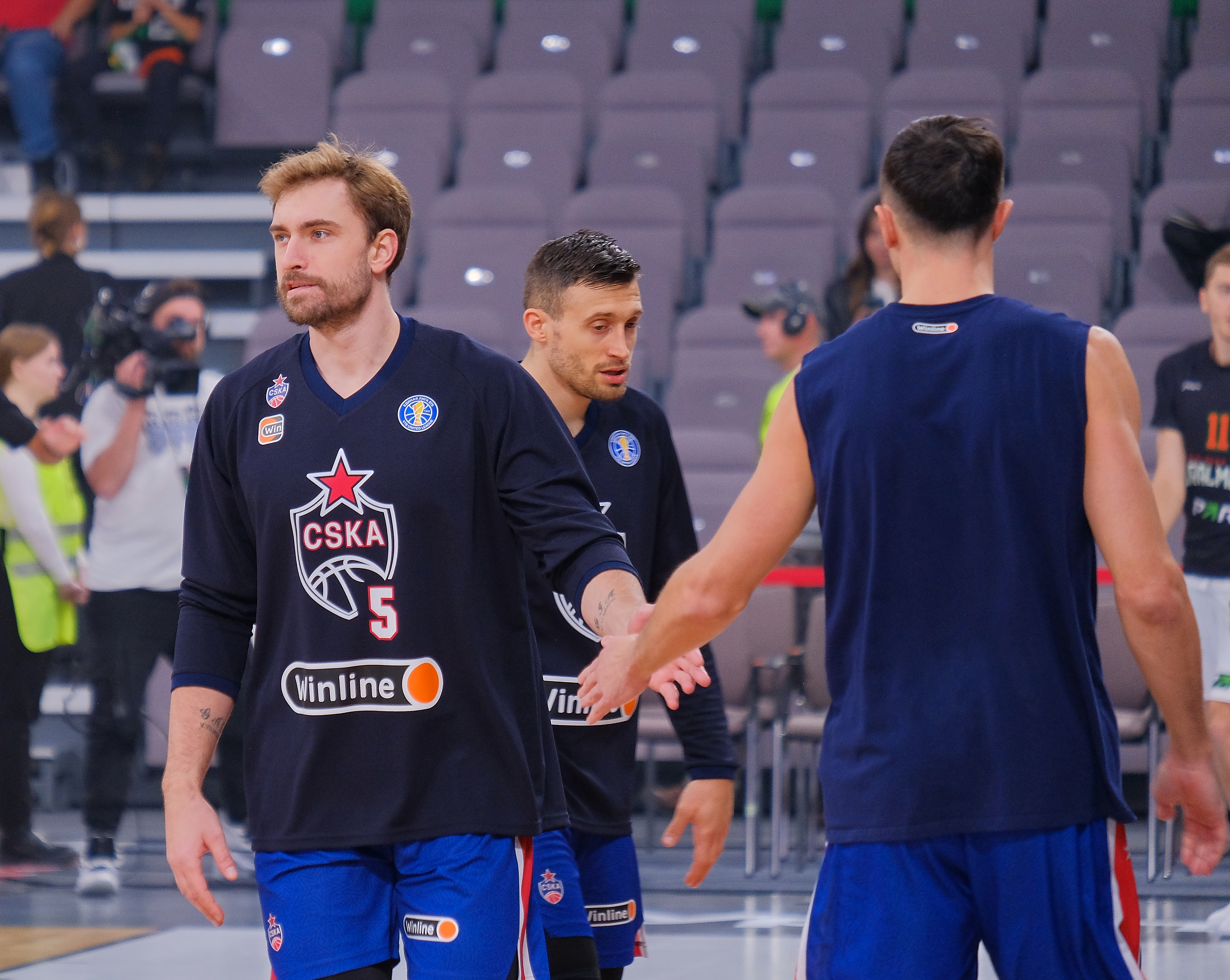
В составе ЦСКА (2024)

Алекса́ндр Дми́триевич Ганьке́вич (род. 5 августа 1995, Москва) — российский баскетболист, играющий на позиции центрового.

## Карьера
Ганькевич начал заниматься баскетболом в СДЮШОР ЦСКА благодаря своему двоюродному брату, который предложил тренерам посмотреть Александра. Первый тренер — Дмитрий Андреевич Щацков. с 2011 по 2015 год выступал за ЦСКА-ДЮБЛ и ЦСКА-2.
В сезоне 2014/2015 Ганькевич был одним из лидеров ЦСКА-2 в Единой молодёжной лиге ВТБ. Его статистика в 37 матчах составила 15,1 очка, 8,1 подбора, 1,6 передачи, 1,4 перехвата и 0,4 блок-шота.
В октябре 2014 года Ганькевич стал «Самым ценным игроком» месяца Единой молодёжной лиги ВТБ, набирая в среднем за игру 17,8 очка, 9,0 подбора, 1,8 передачи и 19,8 балла за эффективность.
В победном «Финале восьми» Единой молодёжной лиги ВТБ 2014/2015 Ганькевич был признан «Самым ценным игроком».
В августе 2015 года Ганькевич был отдан в аренду в «Урал». В 28 матчах Суперлиги-1 дивизион средние показатели Александра составили 8,9 очка, 5,9 подбора, 0,8 передачи, 1,4 перехвата и 0,6 блок-шота.
По окончании аренды Ганькевич вернулся в ЦСКА-2 и принял участие в «Финале восьми» Единой молодёжной лиги ВТБ, став двукратным чемпионом турнира.
В июне 2016 года Ганькевич подписал контракт с основной командой ЦСКА по схеме «2+3». В августе 2016 года Александр стал игроком клуба «Спартак-Приморье» на правах аренды. В 32 матчах отметился показателями в 9 очков, 6,4 подбора, 1 передачу и 0,8 перехвата.
Сезон 2017/2018 Ганькевич провёл в фарм-клубе ЦСКА в Суперлиге-1. Его средние показатели в 39 матчах составили 13,1 очка, 5,8 подбора, 1,2 передачи и 1,3 перехвата.
8 февраля 2018 года Ганькевич дебютировал за основную команду ЦСКА. В матче Евролиги против «Валенсии» (99:103) Александр провёл на площадке 1 минуту 22 секунды.
В июле 2018 года отправился в аренду в «Темп-СУМЗ-УГМК». В составе команды Александр стал бронзовым призёром Суперлиги-1 и был признан «Самым зрелищным игроком» турнира.
В июне 2019 года Ганькевич и ЦСКА расторгли контракт по соглашению сторон.
В июле 2019 года Ганькевич подписал 2-летний контракт с «Нижним Новгородом».
В досрочно завершившемся сезоне 2019/2020 статистика Ганькевича в 17 матчах Единой лиге ВТБ составила 6,3 очка, 2,1 подбора и 1,7 передачи.
В сезоне 2020/2021 в 23 матчах Единой лиги ВТБ Ганькевич в среднем набирал 6,3 очка, 4,3 подбора и 1,9 передачи за матч. В Лиге чемпионов ФИБА его показатели составили 6,3 очка, 2,1 подбора и 1,3 передачи.
В июле 2021 года Ганькевич продлил контракт с «Нижним Новгородом» на 2 года.
В сезоне 2022/2023 Ганькевич стал победителем Кубка России. В Единой лиге ВТБ Александр принял участие в 33 матчах и набирал в среднем 5,3 очка, 3,7 подбора и 1,5 передачи.
В мае 2022 года Ганькевич подписал новый 2-летний контракт с «Нижним Новгородом».
В сезоне 2023/2024 Ганькевич стал серебряным призёром Кубка России.
В апреле 2024 года Ганькевич перешёл в ЦСКА на правах аренды до конца сезона 2023/2024. В составе команды Александр стал чемпионом Единой лиги ВТБ и чемпионом России.
В июне 2024 года Ганькевич подписал контракт с ЦСКА по схеме «2+1».

## Сборная России
Ганькевич выступал за сборные России на ЧЕ-2011 среди кадетов (U16), ЧЕ-2012 и ЧЕ-2013 среди юниоров (U18) на ЧМ-2013 среди юниоров (U19) и молодёжную (U20) на ЧЕ-2014 и ЧЕ-2015.
В ноябре 2021 года Ганькевич был включён в расширенный состав сборной России для участия в подготовке к матчам квалификации Кубка мира-2023 со сборными Италии и Исландии.
В феврале 2021 года Ганькевич был вызван на сбор национальной команды для подготовки к двум матчам квалификации Кубка мира-2023 со сборной Нидерландов.

## Личная жизнь
Брат Павел — также профессиональный баскетболист. Вместе выступали за клуб «Нижний Новгород» в 2023—2024 гг.
26 января 2021 года Александр и его девушка Яна официально стали мужем и женой.

## Достижения
- Чемпион Единой лиги ВТБ (2): 2023/2024, 2024/2025
- Чемпион России (2): 2023/2024, 2024/2025
- Бронзовый призёр Суперлиги-1 дивизион: 2018/2019
- Обладатель Кубка России: 2022/2023
- Серебряный призёр Кубка России: 2023/2024
- Чемпион Единой молодёжной лиги ВТБ (2): 2014/2015, 2015/2016
- Чемпион ДЮБЛ: 2012/2013
- Бронзовый призёр ДЮБЛ: 2011/2012